# Domande (album)
Domande è il 1º album ufficiale di Paolo Carta, pubblicato nel 1989.

## Descrizione
L'album contiene 10 brani inediti e viene pubblicato in 3 formati: CD, 33 giri e musicassetta. In alcune canzoni l'artista suona la chitarra elettrica, in altri quella acustica.

## Tracce
1. Domande
2. Troppo facile
3. Una canzone
4. Johnny Hart
5. Joshua
6. Tienamen
7. Questa notte resta qui
8. Ti troverò
9. Daniele
10. Per me

## Formazione
- Paolo Carta - voce, chitarra, tastiera, armonica a bocca
- Gigi Cappellotto - basso
- Lele Melotti - batteria
- Pinuccio Pirazzoli - tastiera
- Gabriella Montemagno, Lalla Francia - cori